# Lazarus Group
Lazarus Group is een hackersgroep afkomstig uit Noord-Korea. De groep is ook bekend onder de namen Guardians of Peace, Whois Team, ZINC, APT38, Diamond Sleet en Hidden Cobra.

## Aanvallen
De groep begon vanaf 2010 met de operatie van meerdere cyberaanvallen en het uitvoeren van cyberspionage. De eerste bekende aanval vond plaats van 2009 tot 2012 en was een DDos-aanval op de Zuid-Koreaanse overheid in Seoel. 
Andere bekende aanvallen zijn die op Sony Pictures in 2014, de diefstal van 12 miljoen dollar van de Ecuadoriaanse Banco del Austro, en de diefstal van 81 miljoen dollar van de Bangladesh Bank.
In maart 2022 werd ongeveer 570 miljoen euro uit een Ethereum-netwerk gestolen van het computerspel Axie Infinity.
Een jaar later onthulde het beveiligingsbedrijf F-Secure dat Lazarus bedrijven in de energiesector had bespioneerd. De doelwitten waren in Europa, Azië en Noord-Amerika.
In februari 2025 werd de groep ervan verdacht ongeveer 1,4 miljard euro aan Ether gestolen te hebben van cryptobeurs ByBit.
Volgens het Amerikaanse ministerie van Buitenlandse Zaken gebruikt de hackersgroep de geldstroom om programma's voor massavernietigingswapens en ballistische raketten te financieren.

## Subgroepen
Twee bekende subgroepen van Lazarus zijn BlueNorOff en AndAriel. De eerste groep richt zich op financiële instellingen en de overdracht van illegale geldstromen. Bekende malware van BlueNorOff is onder meer DarkComet, WannaCry, Rawhide en TightVNC. De groep AndAriel richt zich op het verzamelen van inlichtingen van het Zuid-Koreaanse leger en nucleaire informatie.

## Beloning
In 2024 loofde de Amerikaanse opsporingsdienst FBI een beloning van 10 miljoen dollar (omgerekend circa 9,2 miljoen euro) uit voor informatie die leidt naar de Noord-Koreaanse Rim Jong-Hyok, een lid van Lazarus. Rim zou onder meer ziekenhuizen en zorginstellingen in de Verenigde Staten hebben aangevallen.